# برايان فينش
برايان فينش (بالإنجليزية: Brian Finch)‏ هو كاتب سيناريو بريطاني، ولد في 25 يوليو 1936 في ويغان في المملكة المتحدة، وتوفي بنفس المكان في 27 يونيو 2007.

## وصلات خارجية
- برايان فينش على موقع IMDb (الإنجليزية)
- برايان فينش على موقع ألو سيني (الفرنسية)
- برايان فينش على موقع ميوزك برينز (الإنجليزية)
- برايان فينش على موقع أول موفي (الإنجليزية)
- برايان فينش على موقع قاعدة بيانات الفيلم (الإنجليزية)
- برايان فينش على موقع كينوبويسك (الروسية)